# Beaver Dam (Wisconsin)
Beaver Dam is een plaats (city) in de Amerikaanse staat Wisconsin, en valt bestuurlijk gezien onder Dodge County.

## Demografie
Bij de volkstelling in 2000 werd het aantal inwoners vastgesteld op 15.169.
In 2006 is het aantal inwoners door het United States Census Bureau geschat op 15.522, een stijging van 353 (2,3%).

## Geografie
Volgens het United States Census Bureau beslaat de plaats een oppervlakte van
17,0 km², waarvan 13,5 km² land en 3,5 km² water. Beaver Dam ligt op ongeveer 252 m boven zeeniveau.

## Plaatsen in de nabije omgeving
De onderstaande figuur toont nabijgelegen plaatsen in een straal van 20 km rond Beaver Dam.

## Geboren
- Maddy Horn (1911-1971), schaatsster